# Terremoto de Petrinja de 2020
A las 12:19 p.m. CET (11:19 UTC) del 29 de diciembre de 2020, un terremoto de magnitud 6.4Mw, 6.2ML, golpeó el condado de Sisak-Moslavina, Croacia, con un epicentro a 3 km (1.8 millas) al oeste-suroeste de Petrinja. La intensidad máxima del fieltro se estimó en VIII (muy dañino) a IX (destructivo) en la escala macrosísmica europea. Antes de este evento hubo tres sismos, el más fuerte de los cuales tuvo una magnitud de 5,2 Mw el día anterior. Al terremoto le siguieron numerosas réplicas, la más fuerte de las cuales tuvo una magnitud de 4,8 Mw.
Se confirmó la muerte de siete personas y al menos otras 26 resultaron heridas, y seis de ellas sufrieron heridas graves. Los informes iniciales muestran muchos edificios destruidos en Petrinja. El alcalde de Petrinja, Darinko Dumbović, dijo que la mitad de la ciudad ha sido destruida. El terremoto se sintió en todo el norte de Croacia, así como en gran parte de Eslovenia, Austria, Bosnia y Herzegovina, Serbia, Hungría, Eslovaquia e Italia.

## Información tectónica
El epicentro se encuentra en una zona montañosa justo al sur de la llanura aluvial de Kupa-Sava, con la montaña Zrinska gora y el resto de los Alpes Dináricos al sur.
El área sísmica de Pokuplje sigue el valle del río Kupa desde Karlovac hasta Sisak. Esta zona ha sido afectada por varios terremotos históricos, siendo el más conocido el gran evento de 1909 con epicentro cerca de Pokupsko, con réplicas que continuaron hasta 1910. Tuvo una intensidad máxima sentida de VIII en la escala MCS. Esta sismicidad se ha asociado con la reactivación de fallas normales de tendencia noroeste-sureste que forman el límite suroeste de la cuenca de Panonia.
El último terremoto en el territorio de Croacia que tuvo la intensidad de 6.0 ML fue en Ston en 1996. En 1962, un terremoto de 6.1 ML golpeó la región de Makarska. En 1969, el sistema de fallas que se extiende desde Jastrebarsko sobre esta área hacia Banja Luka tuvo un terremoto de 6.6 ML que afectó a esta última ciudad, y ese también fue precedido por importantes sismos un día antes. En 1880, un ML 6.3 golpeó al noreste de Zagreb. En marzo de 2020, un terremoto de 5.5 ML sacudió la ciudad de Zagreb.

## Terremoto
El terremoto tuvo una magnitud de 6,4 Mwa y una profundidad de 10 kilómetros (6,2 millas) según el Sistema Sísmico Nacional Avanzado (ANSS) y el Centro Sismológico Euromediterráneo (EMSC), mientras que el Servicio Sismológico de Croacia registró 6,2 ML. La intensidad máxima del fieltro fue VIII (muy dañino) a IX (destructivo) en la escala macrosísmica europea (EMS) y VIII (severa) en la escala de intensidad de Mercalli modificada (MMI).
La ubicación y profundidad de este evento muestran que fue un terremoto dentro de la placa que ocurrió como resultado de una falla de deslizamiento superficial dentro de la Placa Euroasiática. El mecanismo focal calculado para el evento indica que la ruptura ocurrió en una falla casi vertical que golpeó al sureste o al suroeste. El epicentro del terremoto está ubicado cerca del pueblo de Strašnik, dentro de la ciudad de Petrinja.

## Daños y víctimas

### Croacia
La ciudad de Petrinja fue la más afectada, con muchos edificios que colapsaron. Se produjeron importantes cortes de energía en Petrinja, así como en Glina, Topusko, Dvor, Gvozd, Hrvatska Kostajnica, Sunja, Velika Gorica, Sisak y Zagreb. La ciudad de Sisak, ubicada a unos 20 kilómetros (12 millas) al noreste del epicentro, sufrió daños importantes en su hospital y la alcaldía.
La ciudad de Zagreb, que se encuentra a unos 60 kilómetros (37 millas) al norte del epicentro, se ha visto afectada por algunos daños en los edificios, cortes de energía y muchos residentes salieron a las calles en pánico. Una niña de 13 años murió y al menos otras 20 resultaron heridas en Petrinja. Se citó al alcalde de la ciudad diciendo que la mitad de la ciudad fue destruida. Un hombre de 20 años y su padre murieron cuando su casa se derrumbó en Majske Poljane cerca de Glina. Más tarde, otras tres personas fueron encontradas muertas en el mismo pueblo. Majske Poljane fue el más afectado de todos los asentamientos afectados por el terremoto. Más tarde, una persona fue encontrada muerta en Žažina, después de que la iglesia local colapsara.

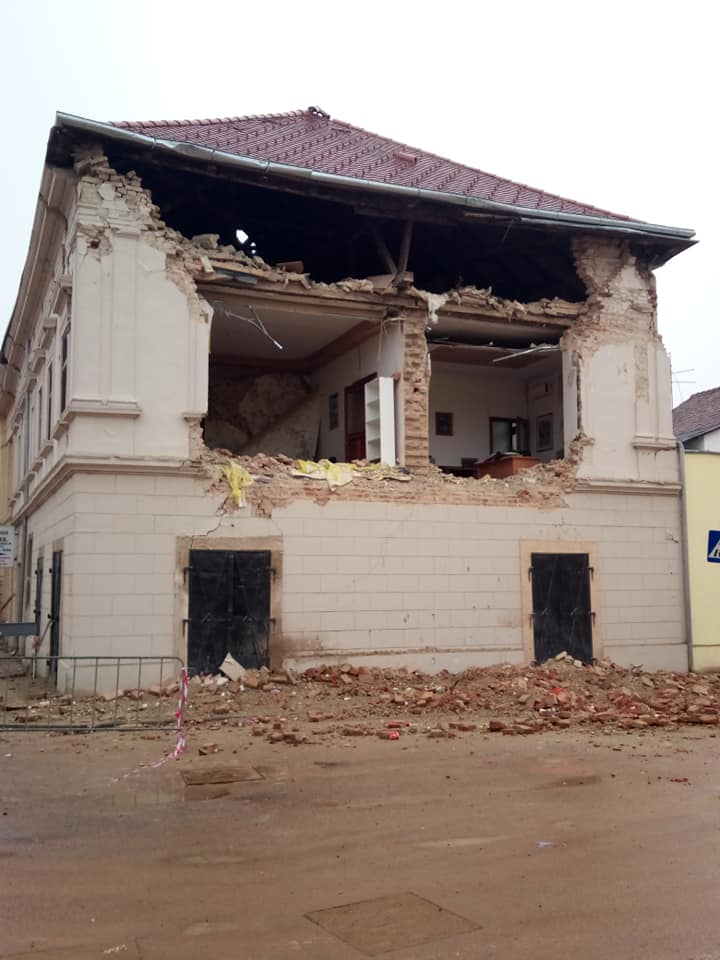
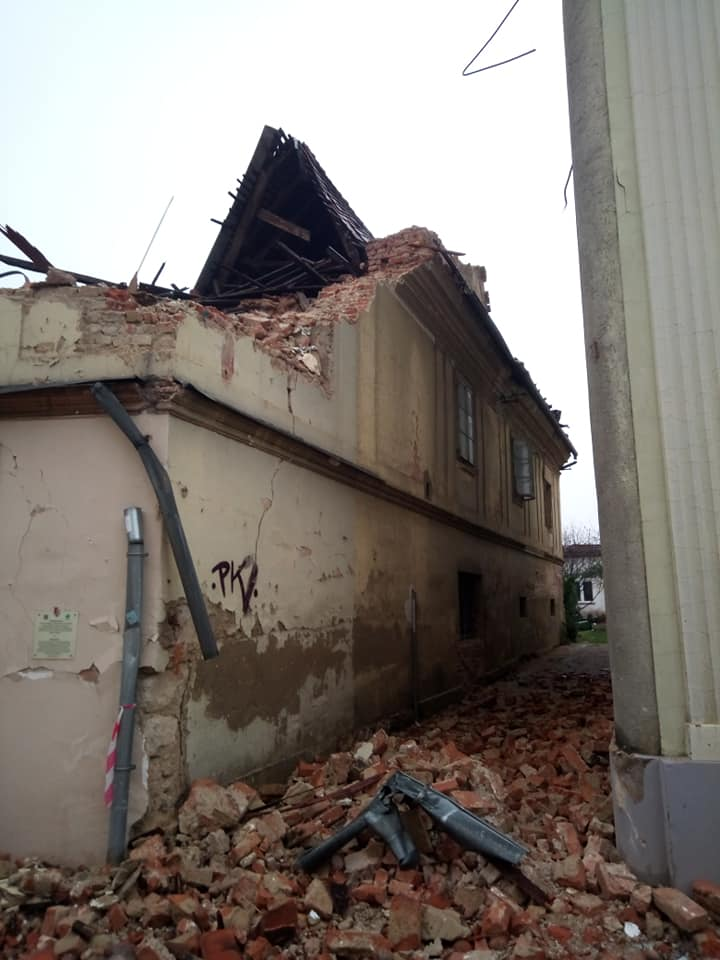
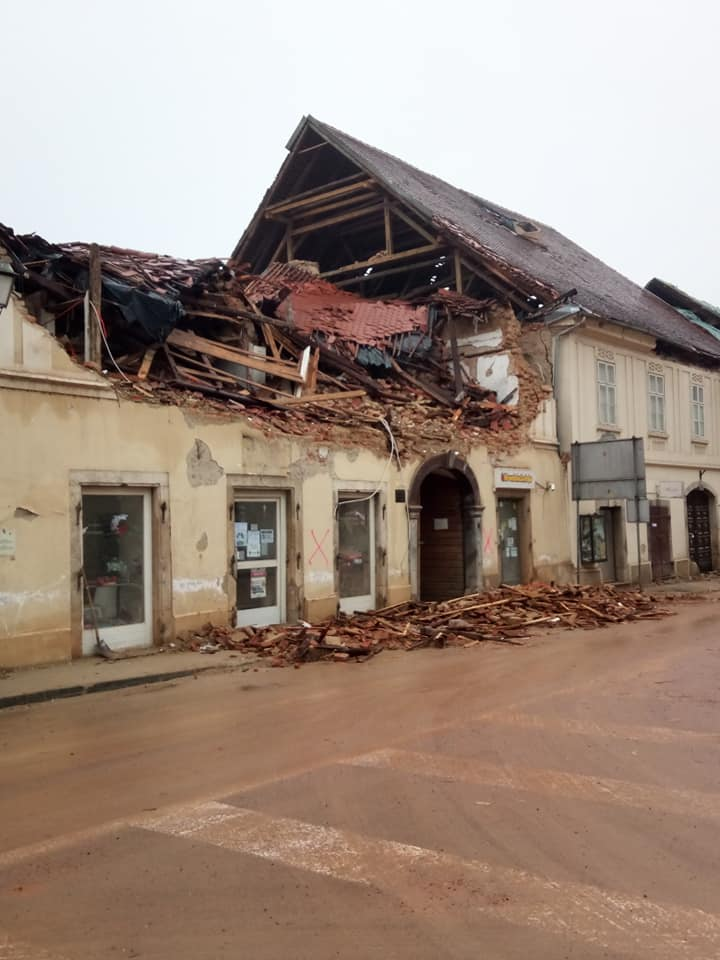
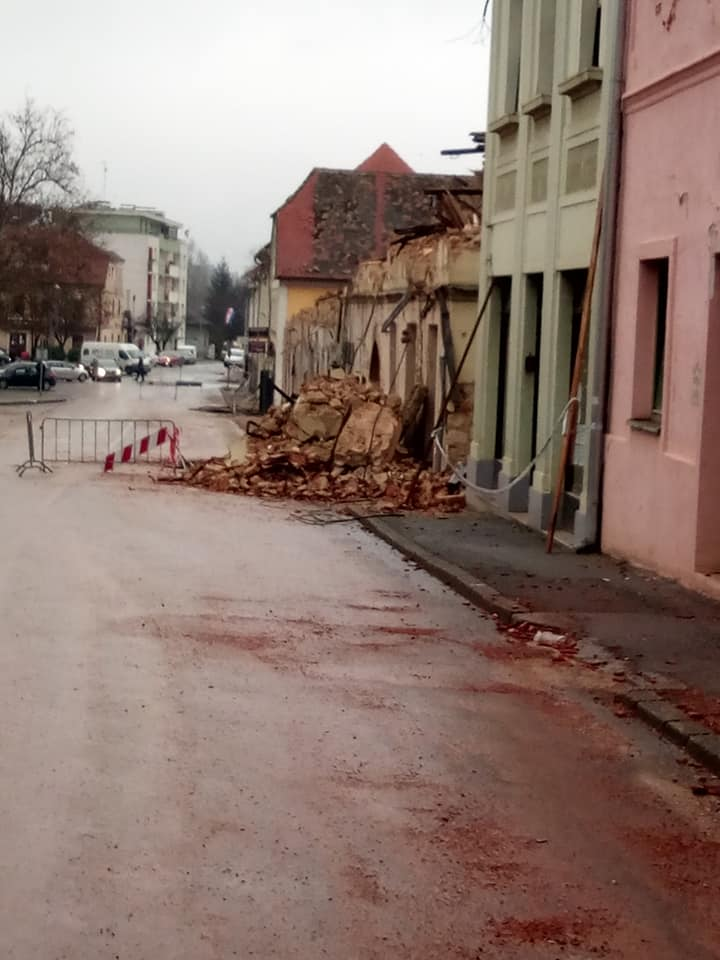
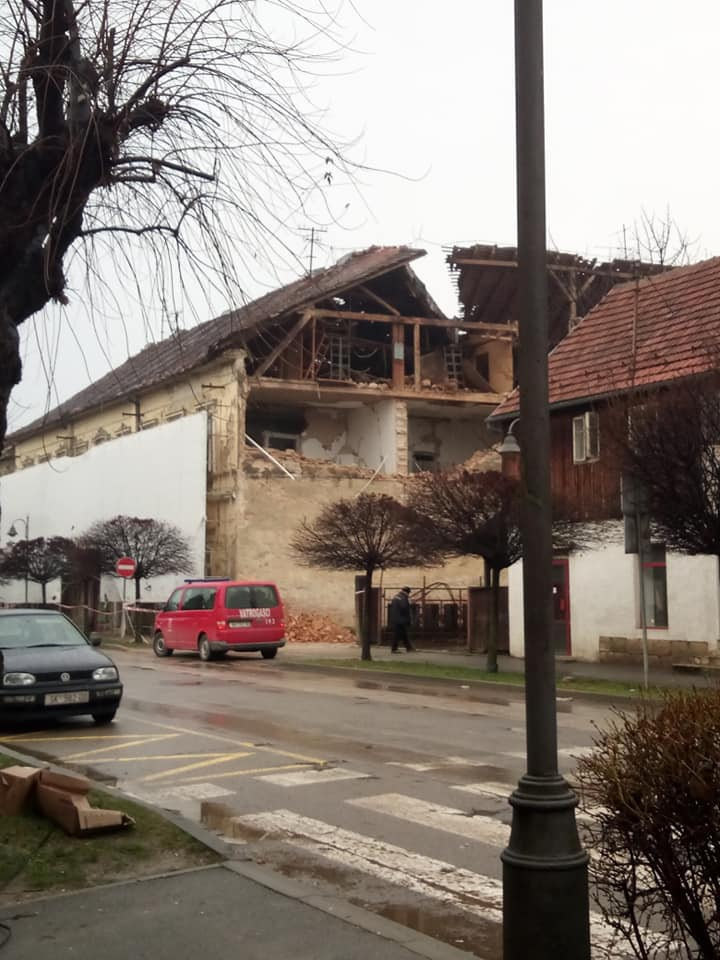

### Bosnia y Herzegovina
Los edificios resultaron dañados en varias ciudades del noroeste de Bosnia y Herzegovina, en el cantón de Una-Sana y el norte de la República Srpska, que se encuentran aproximadamente entre 30 km y 90 km al suroeste, sur y sureste del epicentro. Las ciudades que resultaron dañadas incluyen Velika Kladuša, Bihać, Cazin, Kozarska Dubica y Kostajnica, que sufrieron los mayores daños por el terremoto. En Kostajnica se declaró el estado de emergencia, el terremoto provocó seis incendios y muchos edificios resultaron dañados, incluido el ayuntamiento, que fue declarado fuera de funcionamiento.

### Eslovenia
Los edificios resultaron dañados en varias áreas y ciudades, principalmente cerca de la frontera entre Croacia y Eslovenia. Las personas informaron daños en las fachadas, techos y chimeneas de las ciudades del sureste de Krško y Brežice y del casco antiguo de Kostanjevica na Krki, que se encuentran aproximadamente a 70 km al noroeste del epicentro. La central nuclear de Krško se cerró automáticamente y luego fue revisada sistemáticamente, sin reportar daños. En el noreste de Eslovenia, aproximadamente a 125 km al noroeste del epicentro, hubo cortes de energía y telecomunicaciones en el área de la ciudad central de Maribor, el edificio municipal en la cercana Ptuj sufrió daños y hubo daños en la iglesia en Sveta Trojica. En Liubliana, la capital, tuvo que interrumpirse una sesión del Parlamento y el interior del edificio del Parlamento sufrió daños menores. No se registraron heridos en el país.